# Опасна Џејн
Опасна Џејн (енгл. Jane Got a Gun) амерички је вестерн филм из 2015. године у режији Гавина О’Конора. Главне улоге тимаче Натали Портман, Џоел Еџертон, Ноа Емерик и Јуан Макгрегор. Приказан је 31. децембра 2015. године у Немачкој, а потом 29. јануара 2016. године у САД, односно 28. априла у Србији.

## Радња
У центру приче филма налази се Џејн Хамонд, која је након серије напада од стране опасне банде Бишоп момци, успела да направи нови живот са својим мужем Билом. Још једном ће се наћи у рукама ове опасне банде када се њен муж Бил поново крене у окршај са бандом и њиховим немилосрдним газдом Колином. Како им је осветољубива банда поново на трагу, Џејн нема коме да се обрати за помоћ осим свом бившем веренику Дену Фросту. Након њиховог сусрета, старе успомене почињу да прогањају Џејн, и њена прошлост сусреће њену садашњост у овој борби за опстанак.

## Улоге
| Глумац          | Улога       |
| --------------- | ----------- |
| Натали Портман  | Џејн Хамонд |
| Џоел Еџертон    | Ден Фрост   |
| Ноа Емерик      | Бил Хамонд  |
| Родриго Санторо | Фичам       |
| Бојд Холбрук    | Вик Овен    |
| Јуан Макгрегор  | Џон Бишоп   |
| Алекс Манет     | Бак         |
| Џејн Бернер     | Чарли       |
| Сем Квин        | Џеремаја    |